# Суперконтинуум
Суперконти́нуум — когерентне електромагнітне випромінювання з надшироким спектром.
Суперконтинуум утворюється внаслідок сукупної дії низки нелінійних процесів при взаємодії променя накачки з середовищем:
- ефект Керра (самофокусування)
- розщеплення рівнів в електричному полі електромагнітної хвилі
- багатофотонне поглинання
- ефект Рамана.

Суперконтинуум являє собою неперервний набір спектральних компонент електромагнітної хвилі з властивостями лазерного випромінювання. Іншими словами, суперконтинуум — це когерентне біле світло.
Вперше генерацію СК в оптичних волокнах було досягнуто науково-дослідною групою під керівництвом J. K. Ranka в 1999. Генерація СК стала легкодоступною завдяки розвитку мікрострукрурованих волокон.
У залежності від бажаної ділянки спектру, для генерації суперконтинууму використовують різні середовища, зокрема сапфір (видимий та інфрачервоний) та флюорид кальцію (ультрафіолетовий та видимий), накачка в ближньому інфрачервоному діапазоні (800—1000 нм).